# Vattenfall Cyclassics 2011
Vattenfall Cyclassics 2011 var den 16. udgaven af UCI World Tour-løbet Vattenfall Cyclassics. Løbet blev arrangeret 21. august, og blev vundet af norske Edvald Boasson Hagen som kørte for Team Sky. Han vandt løbet for første gang, efter at have taget en andenplads i udgaven året før. Løbet gik over 216,5 km og endte med en spurt i en gruppe på omkring 30 ryttere. 
Udover de 18 ProTeam var Skil-Shimano, Team NetApp og CCC Polsat Polkowice inviteret til at deltage.

## Resultater
|    | Rytter               | Hold                | Tid     |
| -- | -------------------- | ------------------- | ------- |
| 1  | Edvald Boasson Hagen | Team Sky            | 4:49.40 |
| 2  | Gerald Ciolek        | Quick Step          | s.t.    |
| 3  | Borut Božič          | Vacansoleil-DCM     | s.t.    |
| 4  | Simone Ponzi         | Liquigas-Cannondale | s.t.    |
| 5  | José Joaquín Rojas   | Team Movistar       | s.t.    |
| 6  | Jürgen Roelandts     | Omega Pharma-Lotto  | s.t.    |
| 7  | Simon Clarke         | Astana Team         | s.t.    |
| 8  | Manuel Cardoso       | Team RadioShack     | s.t.    |
| 9  | Grega Bole           | Lampre-ISD          | s.t.    |
| 10 | Michel Kreder        | Garmin-Cervélo      | s.t.    |